# Alienodites bifurcatus
Alienodites bifurcatus är en skalbaggsart som först beskrevs av Mann 1925.  Alienodites bifurcatus ingår i släktet Alienodites och familjen stumpbaggar. Inga underarter finns listade i Catalogue of Life.